# Teuffenbachové
Teuffenbachové nebo také ve variantách Teuffenpachové, Teufenbachové, Tiefenbachové, Düefenbachové apod. jsou šlechtický rod původem z Dolních Rakous a ze Štýrska. Rod se řadil mezi dolnorakouskou stavovskou šlechtu a mezi štýrskou starou šlechtu ze stejnojmenného sídla Nieder-Wölz [Niederwölz] v dnešním okrese Murau ve Štýrsku poblíž obce Teufenbach-Katsch, který zahrnuje obce Teufenbach, Katsch an der Mur a Frojach.
První hlavní rodová linie Teuffenbach-Mairhofen vyhasla v mužské linii, druhá hlavní linie Teuffenbach-Teufenbach (Tiefenbach) existuje dodnes.  

## Historie rodu

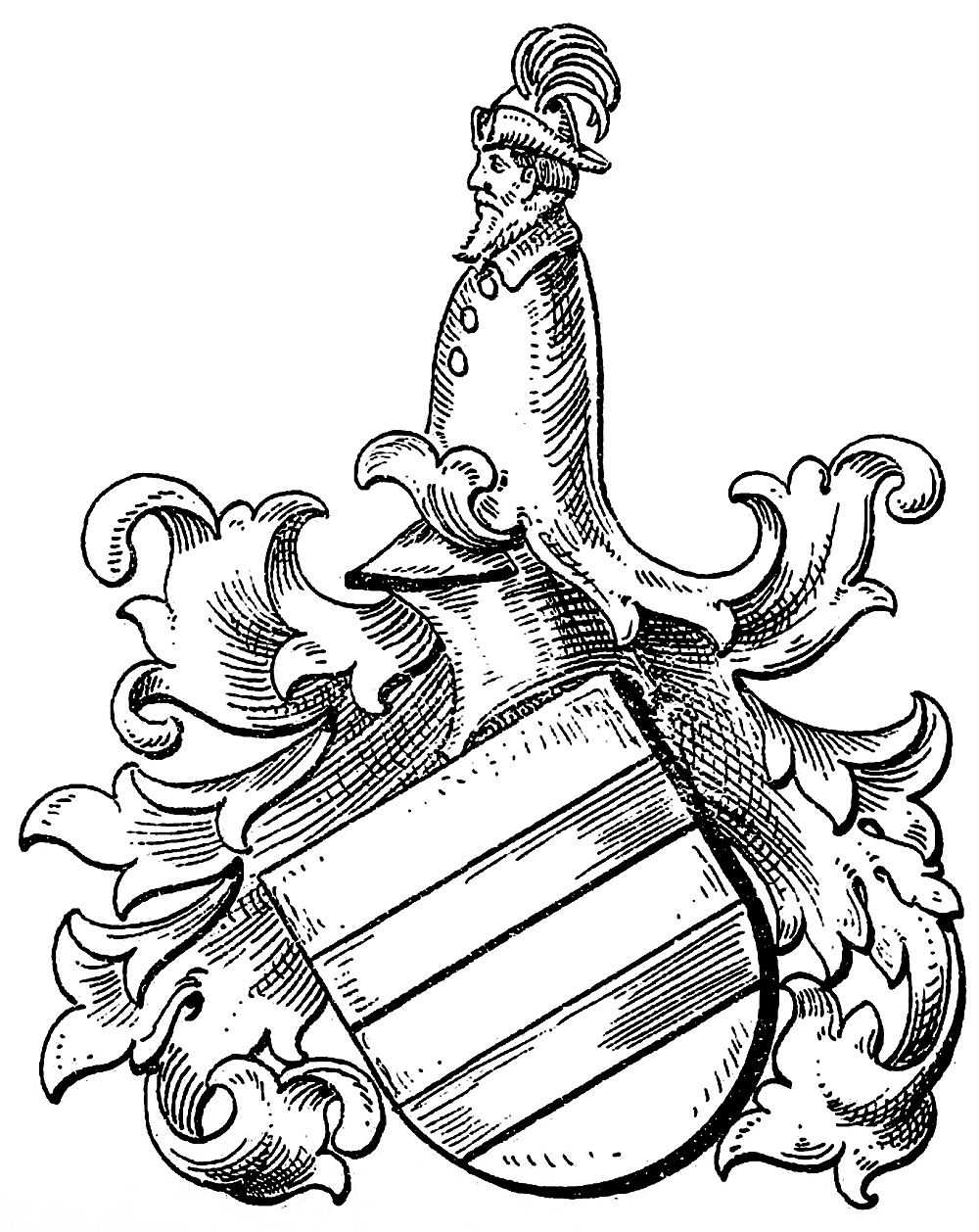
Rodový erb Teuffenbachů (2. linie)

### Původ a majetek

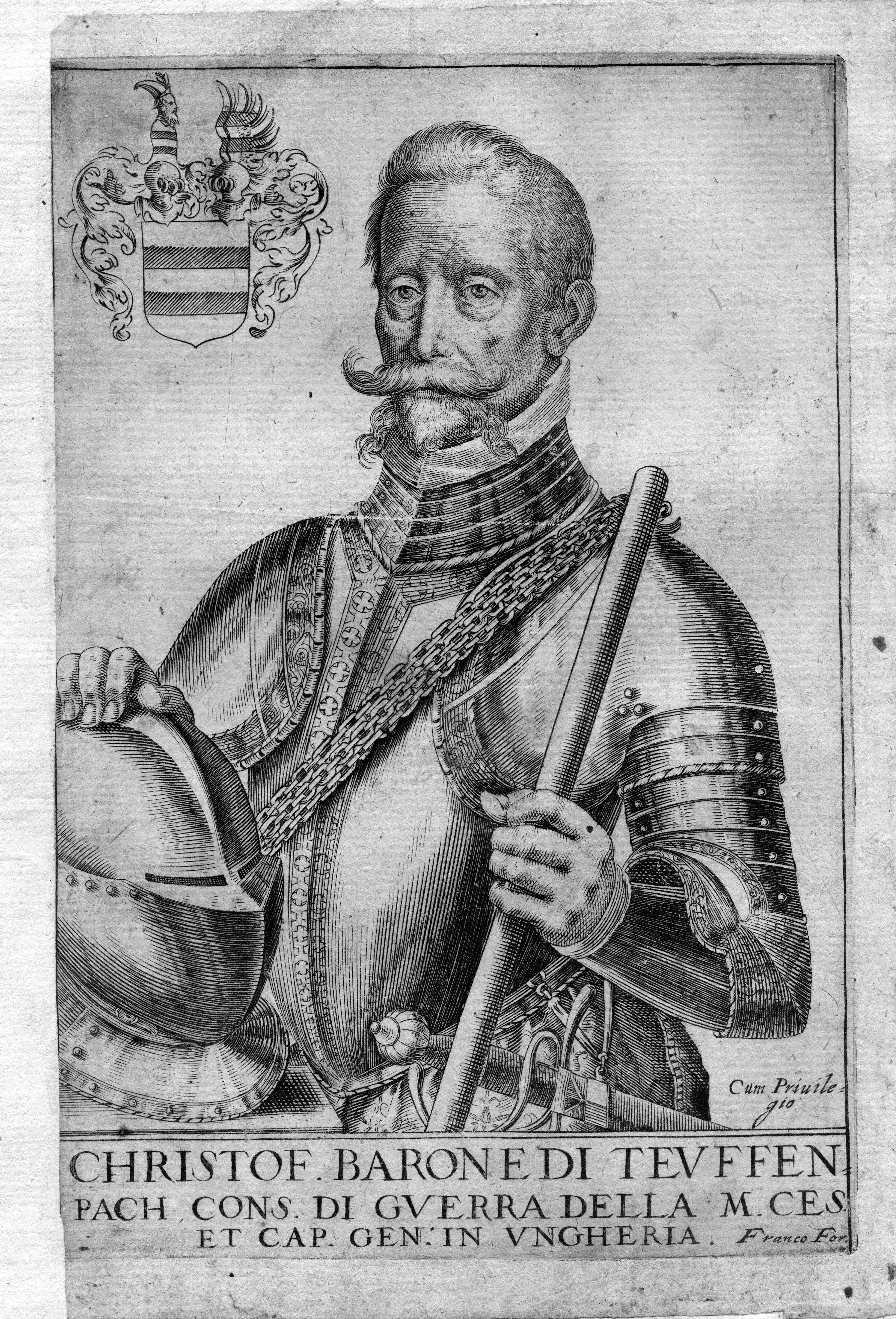
Vyobrazení Kryštofa z Teuffenbachu (Barone di Tevffenpach), v pozadí baronský erb Teuffenbachů.

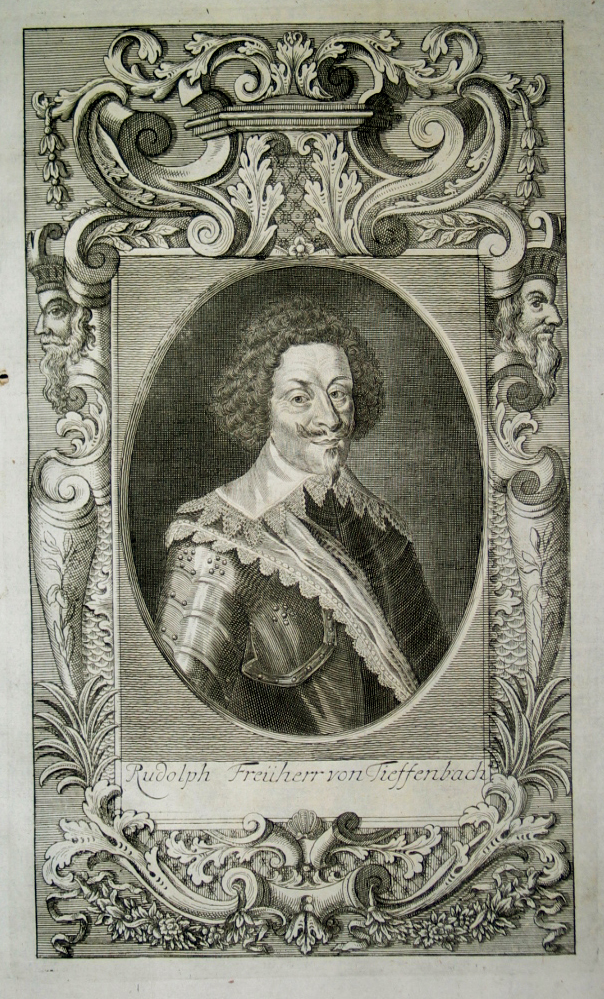
Rudolf z Tiefenbachu (Teuffenbachu)

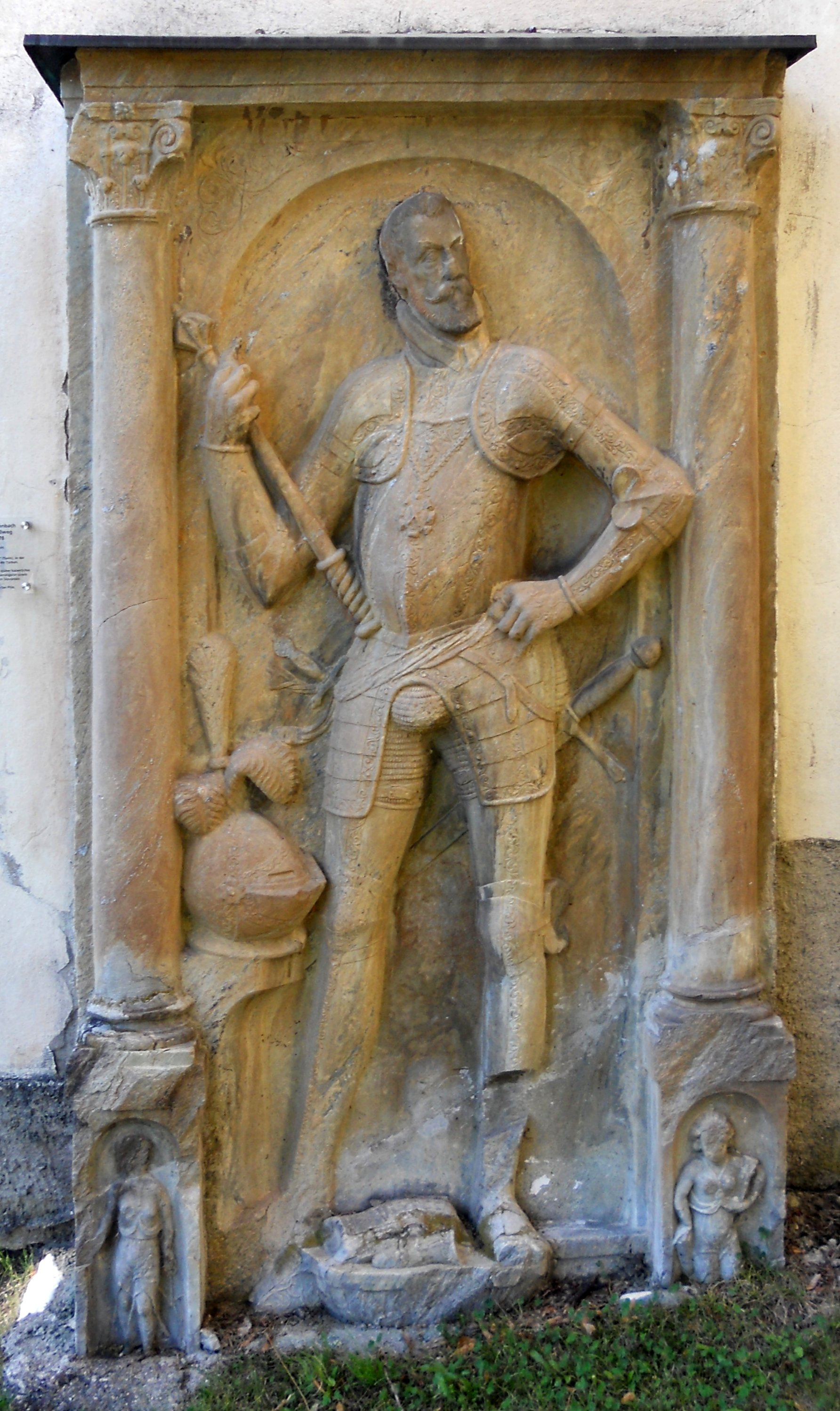
Náhrobek Františka svobodného pána z Teuffenbachu na Tiefenbachu a Maßwegu (1516–1578) ve farním kostele sv. Markéty v Teufenbachu.

První písemná zmínka o rodu se poprvé objevila v dokumentu z 10. ledna 1140, kdy je uváděn Perchtolt de Tuifenbach.  Rodokmen začíná u rytíře Arnošta (Ernsta) z Teuffenbachu, který se objevil v listině z let 1287–1322.
Původním sídlem rodiny Teuffenbachů byl hrad Alt-Teuffenbach na křižovatce cest do Vídně, Salcburku a Benátska v okrese Murtal, někdejší správní jednotce historického Štýrského vévodství ve Vnitřním Rakousku (též Západní Horní Štýrsko).
Teuffenbachové zde vybudovali své sídlo kvůli blízkosti dalších kdysi mocných šlechtických rodů, jako byli Katschové, Purové, Steinové, Saurauové, Schrattenbergové a Welzerové, kteří měli v této oblasti svá sídla.

#### Vlastnictví na Moravě a v Čechách, v Korutanech a Uhrách
V Čechách Teuffenbachové vlastnili panství Rokycany, Kumburk, Úlibice a Choteč, na Moravě zámek a tržní obec Drnholec, vesnice Jevišovku, Brod nad Dyjí, Dobrušku, Holice, Přerov, Rosice, Velké Němčice, Jemnice, Jaroměřice, Ratibořice a Řican, městečko Dolní Dunajovice a panství Domašov. V Korutanech drželi panství Lichtengraben a další majetky v Uhrách.

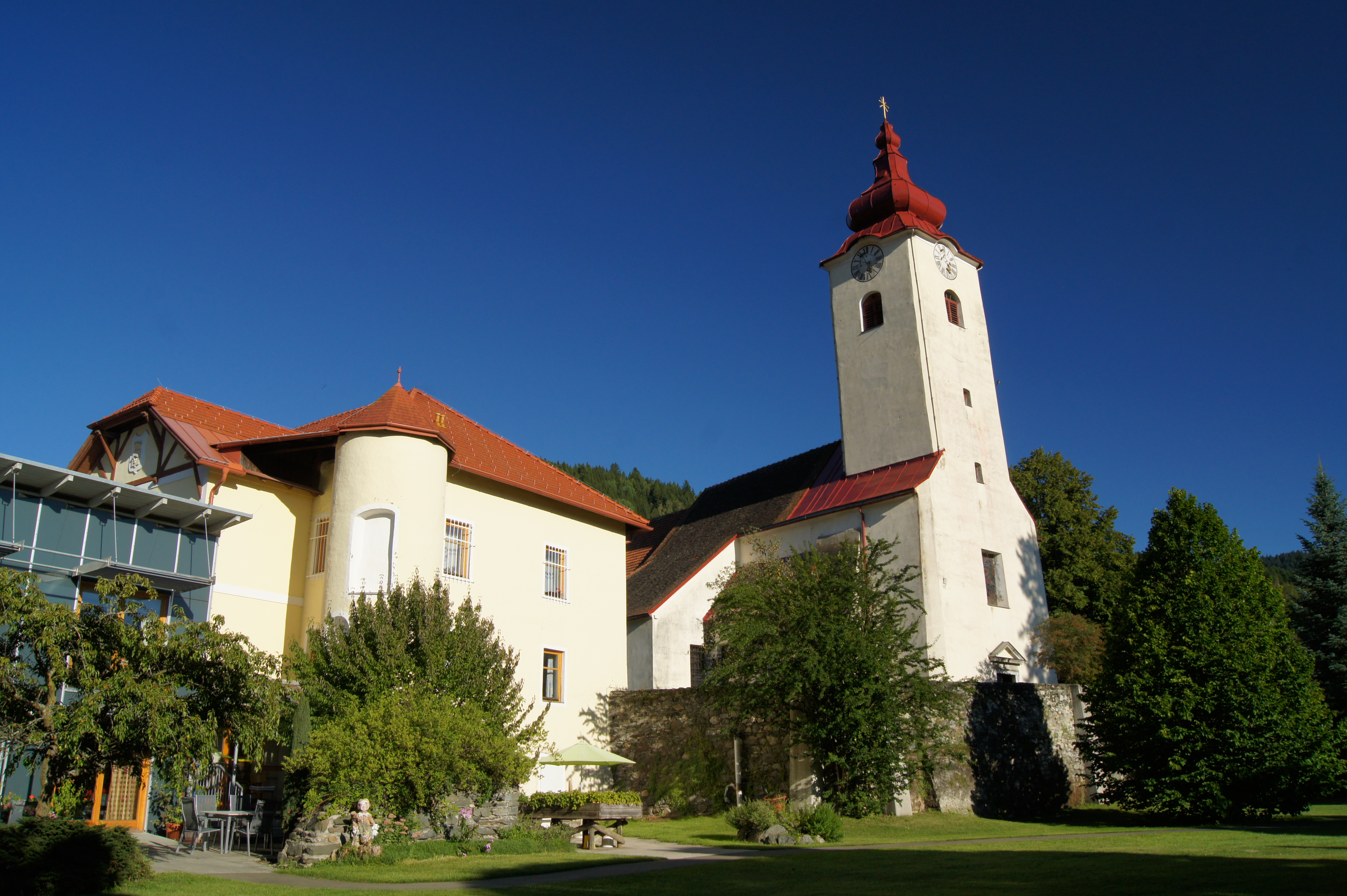
Bývalý majetek rodiny Teuffenbachů: hrad Neu-Teuffenbach
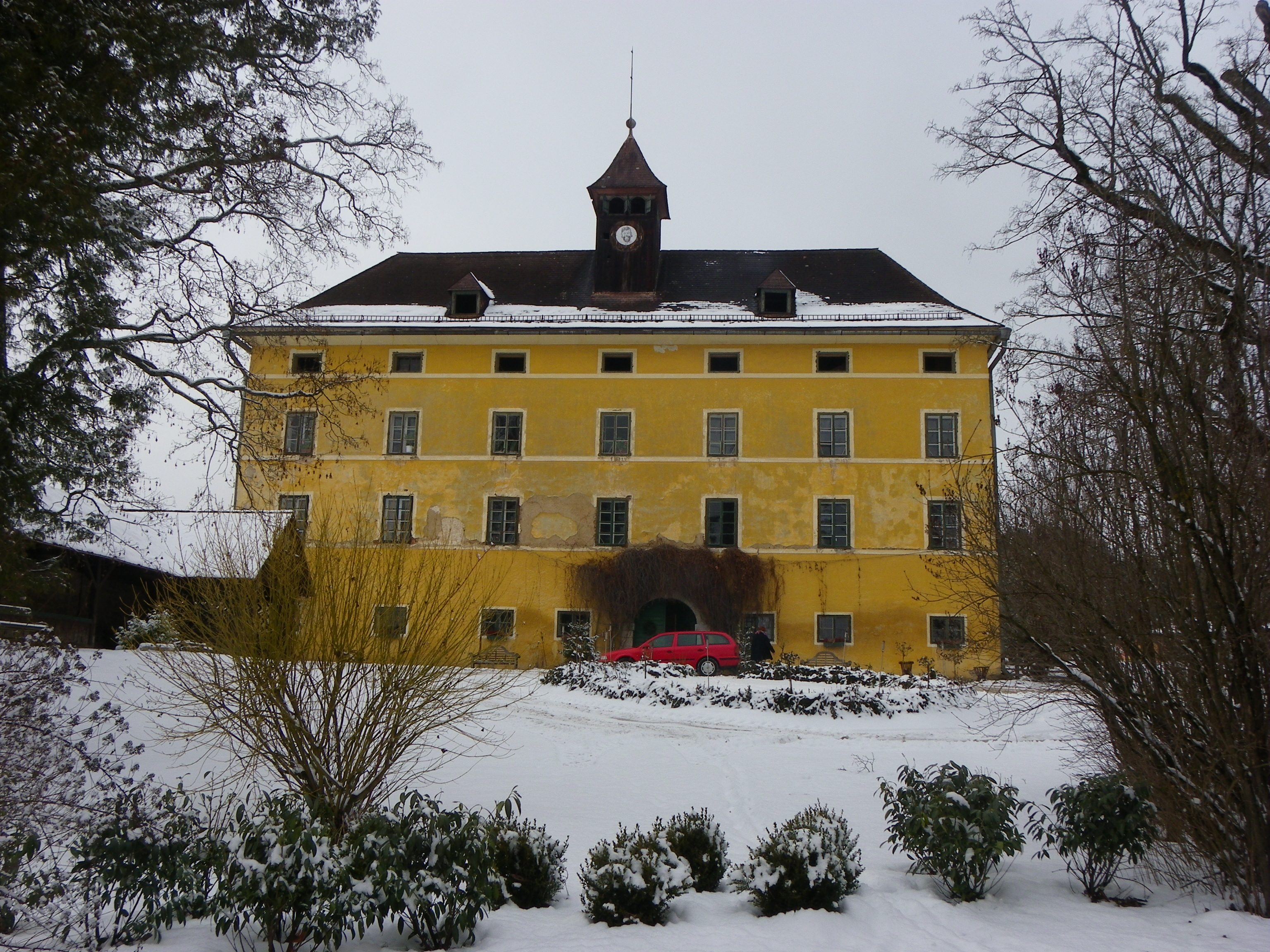
Zámek Lichtengraben v Bad St. Leonhard v Lavanttal je ve vlastnictví rodiny Teuffenbachů

### Význačné osobnosti rodu
- Kryštof z Teuffenbachu (1525 či 1528–1598), vojevůdce a diplomat Svaté říše římské
- Bedřich z Teuffenbachu, též z Tiefenbachu (1585–1621), jeden z vůdců moravského povstání, sťat v Innsbrucku
- Rudolf z Teuffenbachu, též z Tiefenbachu (1582–1653), generál císařské armády na straně habsburských panovníků, bojoval mj. ve třicetileté válce
- Jan z Teuffenbachu (před 1585–?), stavitel hradu Thannhausen ve Štýrsku kolem roku 1585
- Barbora z Teuffenbachu (?– ?), sestra Rudolfa z Teuffenbachu, dědička celého dolnorakouského majetku a zámku po svém manželovi Jana Bernhardovi z Fünfkirchenu
- Zuzana Alžběta z Teuffenbachu provdaná z Thurnu (před 1597–1650 Bratislava), manželka hraběte Jindřicha Matyáše z Thurnu, vůdce stavovského povstání proti císaři
- František svobodný pán z a na Tiefenbachu a Maßwegu (1516–1578), má náhrobek v katolickém farním kostele sv. Markéty v rakouském Teufenbachu (Teufenbach-Katsch)
- Albín baron z Teuffenbachu (1834–1920), c. k. polní zbrojmistr
- Alexandra z Teuffenbachu (* 1971 v Padově), italská katolická teoložka
- Ingeborg Capra-Teuffenbachová (1. října 1914 Wolfsberg v Korutanech – 16. září 1992 Innsbruck), rakouská spisovatelka

## Erb
Dvě hlavní rodové větvě Teuffenbachů – první hlavní linie Teuffenbach-Mairhofen (vyhaslá) a druhá hlavní linie Teuffenbach-Massweg, mají různé erby. To vedlo k předpokladu, že se jednalo o dva zcela odlišná rody. S tím však nesouhlasí Constantin Wurzbach z Tannenbergu z důvodu důkazů týkajících se společných prvků v historii erbů obou souvisejících linií. 

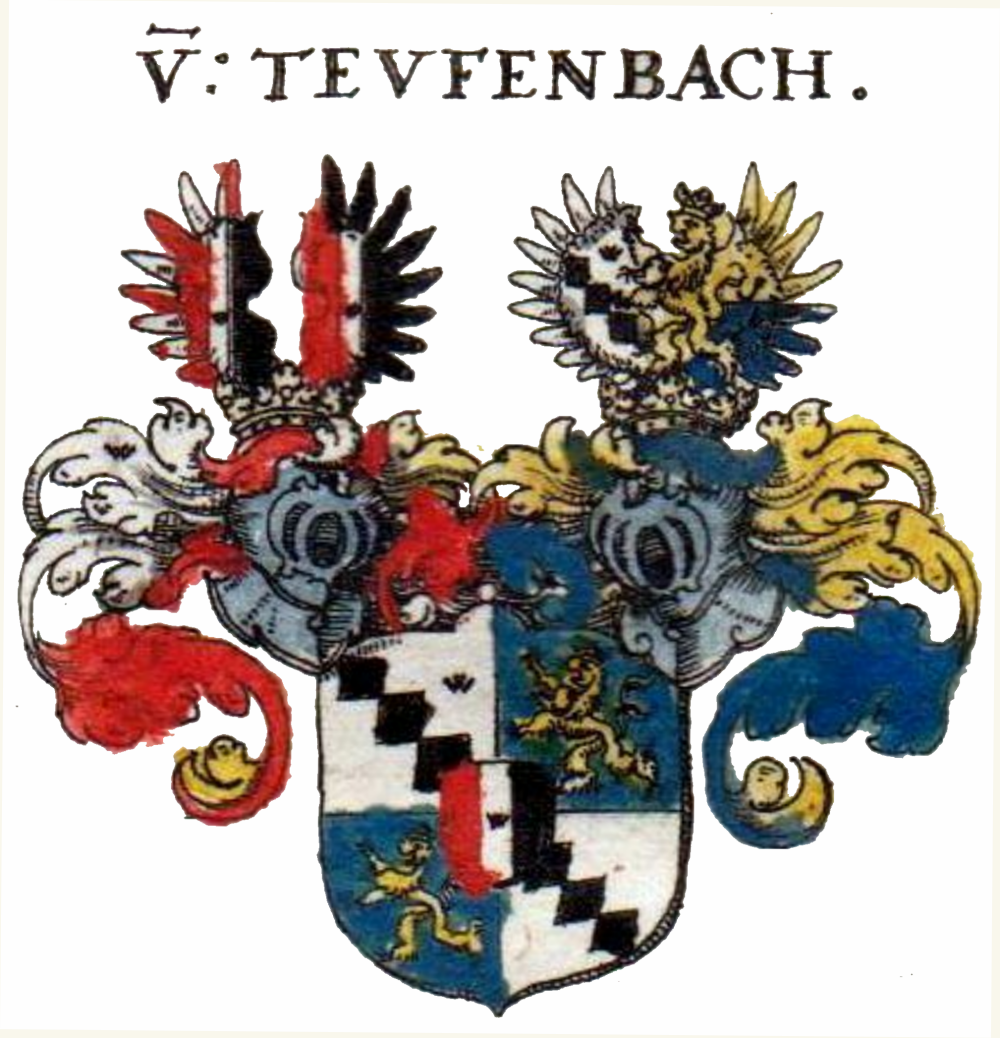
Erb baronů z Teuffenbachu-Mairhofenu (z roku 1563) (první linie, prošlý) v erbovní knize Johanna Siebmachera z roku 1605, deska 22
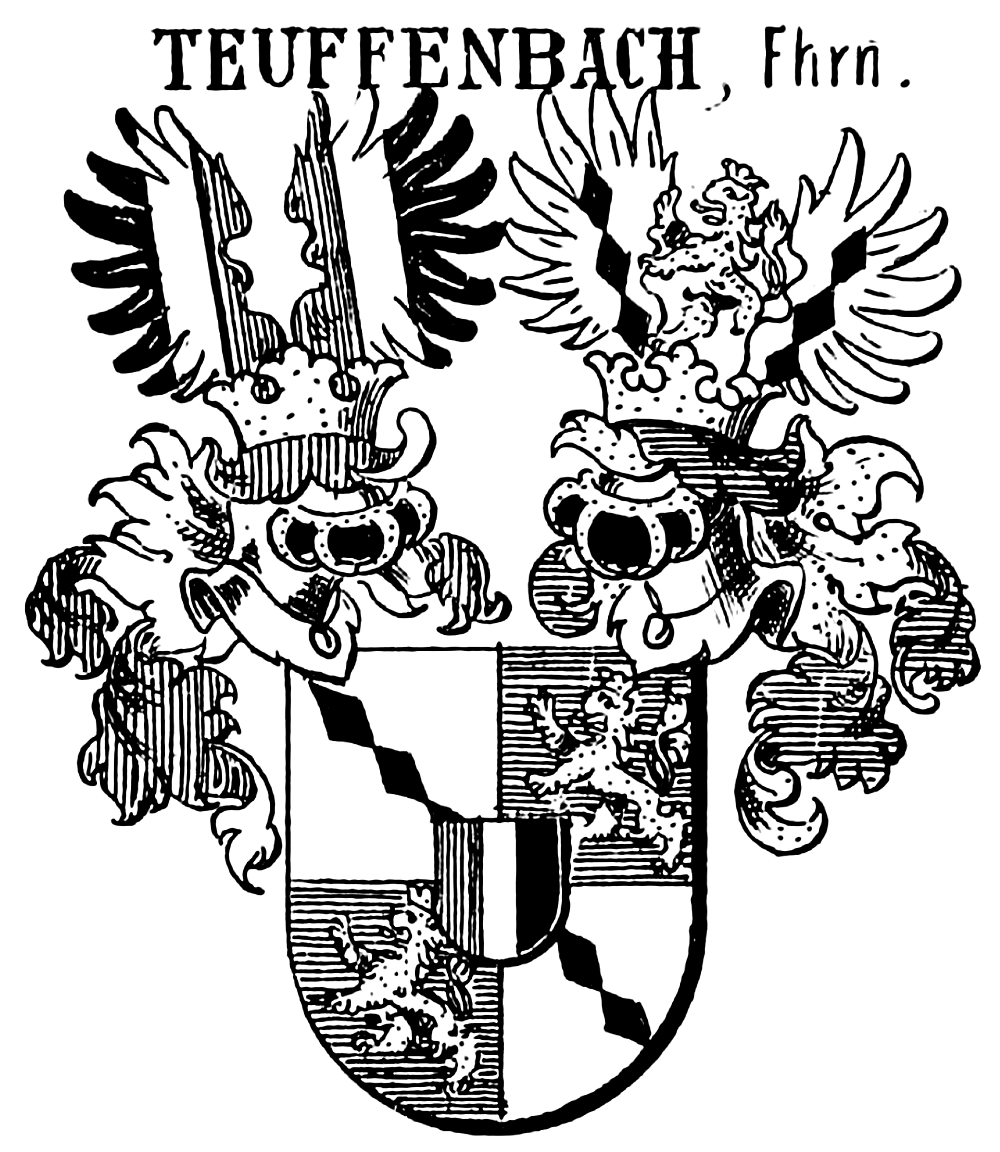
Erb baronů z Teuffenbachu-Mairhofenu v erbovní knize Johanna Siebmachera z roku 1899
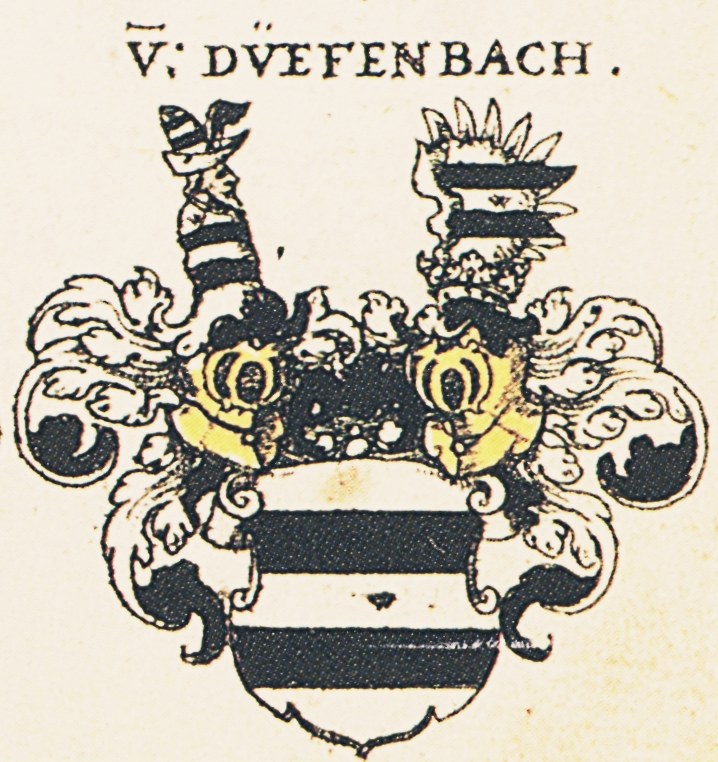
Erb baronů z Teuffenbachu-Masswegu (druhý linie) v erbovní knize Johanna Siebmachera z roku 1605, deska 23
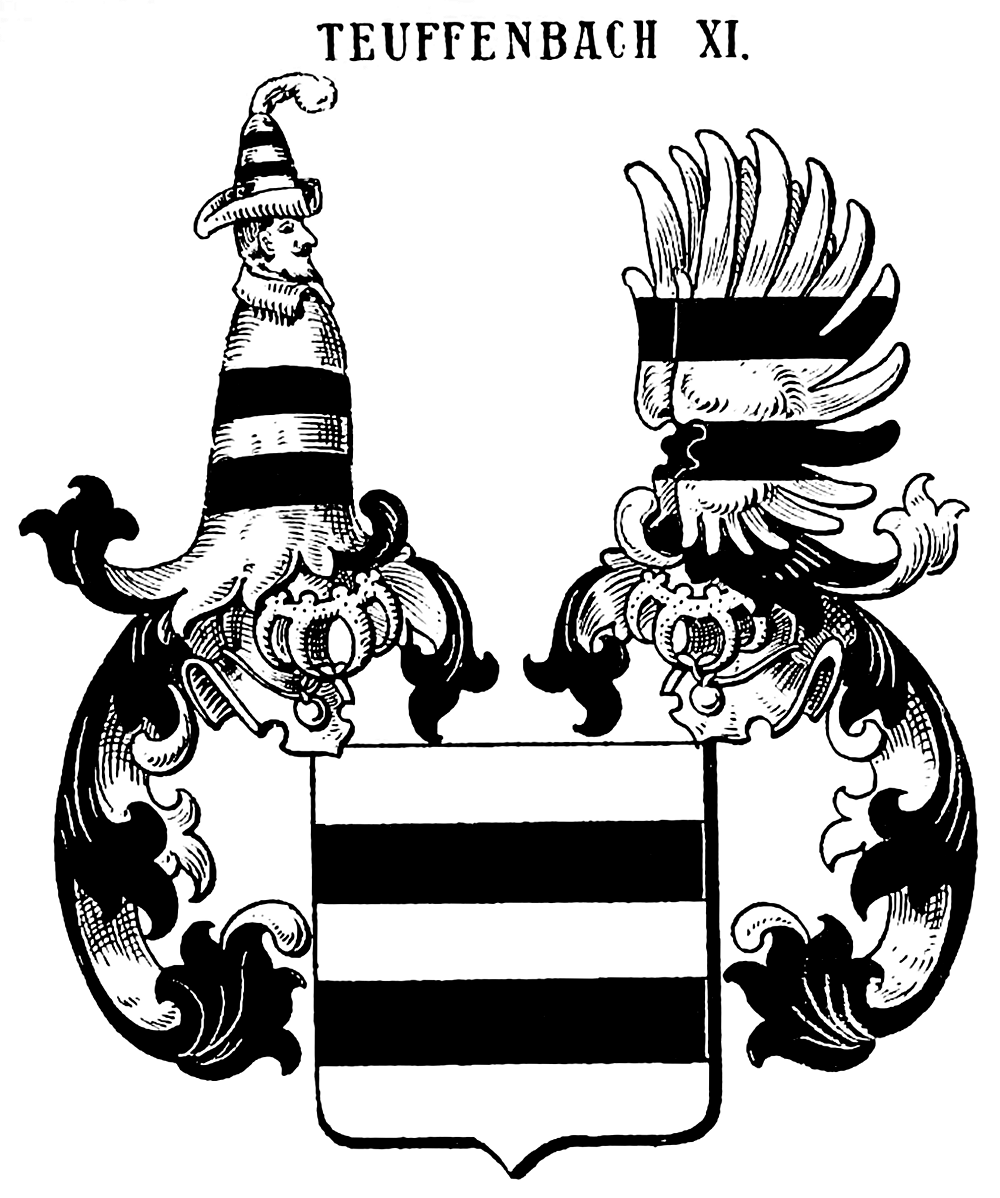
Erb baronů z Teuffenbachu-Masswegu v erbovní knize Johanna Siebmachera z roku 1919